# Zemen (Bulgarije)
Zemen (Bulgaars: Земен) is een kleine stad en een gemeente in het westen van Bulgarije in oblast Pernik. Tot 1925 heette deze plaats nog Belovo (Белово). Zemen werd in 1974 uitgeroepen tot stad, daarvoor was het officieel nog een dorp. 

## Geografie
Zemen ligt in een bergachtig gebied in het zuidwesten van Bulgarije. Het ligt op ongeveer 70 km van Sofia, bijna halverwege tussen Radomir en Kjoestendil. Verder is Zemen gelegen aan beide oevers van de Stroema, in een kleine vallei.
De gemeente Zemen ligt in het zuidwestelijke deel van de oblast Pernik en valt binnen de historisch-geografische regio Kraisjte. Met een oppervlakte van 247,077 vierkante kilometer is het qua grootte de vijfde (van de zes) gemeente van Pernik, oftewel 10,32% van het grondgebied. De grenzen zijn als volgt:
- in het noordwesten - gemeente Tran;
- in het noorden - gemeente Breznik;
- in het oosten - gemeente Kovatsjevtsi;
- in het zuidoosten - de gemeente Radomir;
- in het zuidwesten - gemeente Kjoestendil, oblast Kjoestendil;
- in het westen - gemeente Trekljano, oblast Kjoestendil.

## Bevolking
Op 7 september 2021 telde het stadje Zemen 1.244 inwoners, terwijl de gemeente Zemen, waar ook de omliggende 17 dorpen bij worden opgeteld, 2.013 inwoners had. In de stad Zemen woonden 424 mensen (-25,4%) minder dan 1.668 inwoners bij de census van 2011, terwijl er in de gemeente Zemen 749 mensen (-27,1%) minder woonden vergeleken met 2.762 inwoners in 2011. De gemiddelde jaarlijkse groei in die periode komt voor de stad en de gemeente uit op respectievelijk -2,7% en -2,9%, hetgeen lager is dan het landelijk jaarlijks gemiddelde over deze periode (-1,14%). Het aantal inwoners vertoont al vele jaren een dalende trend: in 1975 had de stad nog een recordaantal van 2.862 inwoners, terwijl de gemeente Zemen in 1934 nog ruim 14.000 inwoners had.
|          | 1934   | 1946   | 1956   | 1965  | 1975  | 1985  | 1992  | 2001  | 2011  | 2020  |
| -------- | ------ | ------ | ------ | ----- | ----- | ----- | ----- | ----- | ----- | ----- |
| Stad     | 1 658  | 1 789  | 2 142  | 2 618 | 2 862 | 2 775 | 2 625 | 2 216 | 1 668 | 1 244 |
| Gemeente | 14 100 | 13 873 | 11 470 | 8 601 | 6 935 | 5 652 | 5 134 | 4 139 | 2 762 | 2 013 |

### Religie
De laatste volkstelling naar religie werd uitgevoerd in februari 2011 en was optioneel. Van de 2.762 inwoners reageerden er 2.258 op de volkstelling, terwijl 504 inwoners het censusformulier onbeantwoord lieten. Van de 2.258 respondenten waren er 1.922 lid van de Bulgaars-Orthodoxe Kerk, oftewel 85% van de bevolking. De rest van de bevolking had een andere geloofsovertuiging of was niet religieus. 
| Religieuze samenstelling in februari 2011 | Religieuze samenstelling in februari 2011 | Religieuze samenstelling in februari 2011 | Religieuze samenstelling in februari 2011 | Religieuze samenstelling in februari 2011 |
| ----------------------------------------- | ----------------------------------------- | ----------------------------------------- | ----------------------------------------- | ----------------------------------------- |
|                                           |                                           |                                           |                                           |                                           |
| Bulgaars-Orthodoxe Kerk                   | Bulgaars-Orthodoxe Kerk                   |                                           | 85,11%                                    | 85,11%                                    |
| Katholieke Kerk                           | Katholieke Kerk                           |                                           | 0,00%                                     | 0,00%                                     |
| Protestantisme                            | Protestantisme                            |                                           | 0,53%                                     | 0,53%                                     |
| Islam                                     | Islam                                     |                                           | 0,18%                                     | 0,18%                                     |
| Geen                                      | Geen                                      |                                           | 6,11%                                     | 6,11%                                     |
| Anders/ Onbekend                          | Anders/ Onbekend                          |                                           | 7,87%                                     | 7,87%                                     |

Breznik - Kovatsjevtsi - Pernik - Radomir - Tran - Zemen